# Curtis Scaparrotti
Curtis Scaparrotti, né le 5 mars 1956, est un général de l'Armée américaine.

## Carrière
En 2016, le général Curtis Scaparrotti est nommé par l'OTAN au poste de commandant suprême des forces alliées en Europe. Sa nomination est effective au 4 mai 2016 ; il remplace le général Philip M. Breedlove.

## Promotion
| Insigne | Rang               | Date            |
| ------- | ------------------ | --------------- |
|         | Général            | 30 juillet 2013 |
|         | Lieutenant général |                 |
|         | Major général      |                 |
|         | Brigadier général  |                 |
|         | Colonel            |                 |
|         | Lieutenant-colonel |                 |
|         | Major              |                 |
|         | Captain            |                 |
|         | First Lieutenant   |                 |
|         | Second Lieutenant  |                 |